# Ontopsicologia

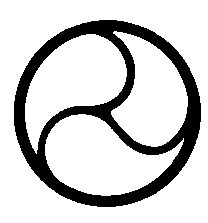
O símbolo da Ontopsicologia é o Tríscele

A Ontopsicologia é uma pseudociência de caráter sectário criada pelo ex-frade franciscano nascido na Itália e radicado no Brasil,  Antonio Meneghetti, cujo ideário tem origens na teologia católica e na escolástica. Baseia-se em três princípios fundamentais criados por Meneghetti: o em si ôntico, o campo semântico e o monitor de deflexão.
É considerada por seus adeptos como uma ciência interdisciplinar que posiciona a própria metodologia a serviço da medicina, da filosofia, da economia, da administração, do direito, da tecnologia, da arte e a tudo o que diz respeito à criatividade do homem, busca aceitação acadêmica como atividade dedicada à formação de líderes e como disciplina voltada à análise da psicologia humana aplicada a todas as áreas do conhecimento.
A Associação Brasileira de Ontopsicologia oferece cursos de formação de líderes em Recanto Maestro, distrito da cidade gaúcha de São João do Polêsine, em que se preconiza o desapego das relações afetivas em nome do sucesso material.
O ontopsicologia é explicitamente repudiada pelo Conselho Federal de Psicologia do Brasil, pelo Conselho Regional de Psicologia do Rio Grande do Sul e pela Ordem Nacional dos Psicólogos da Itália, que não autorizam seu uso por psicólogos nesses países. O Conselho Federal de Medicina no Rio Grande do Sul também se opôs à prática da ontopsicologia por não ter bases científica e não haver segurança em seu uso. Embora Antonio Meneghetti tenha buscado aceitação pelos conselhos de psicologia da Itália e do Brasil, seu atuais seguidores afirmam que ela não se confunde com a psicologia.
O jornalista italiano Gianni del Vecchio considera a ontopsicologia uma seita perigosa, semelhante à cientologia e à Damanhur, que operam de forma sigilosa acumulando dinheiro e arruinando vidas. Em 1998 o Ministério Público Italiano listou a ontopsicologia entre as novas seitas e movimentos mágicos no país. O jornal italiano La Repubblica definiu a ontopsicologia como um credo que oscila entre a pseudociência e o exorcismo. Paulo Almeida, um dos fundadores do Instituto Questão de Ciência também aproxima a ontopsicologia de um culto religioso.

## Preceitos básicos
A palavra ontopsicologia é formada a partir de três radicais gregos: onthos (ser, criatura), psykhé (alma, espírito) e lógos (estudo). Segundo Meneghetii, significa "estudo da psique humana inclusa a compreensão do ser". Em outras palavras, se propõe a "estudar  como a psique humana colhe o real" e seria "conhecimento do ser no modo da psiquicidade humana".
A ontopsicologia se baseia em três princípios fundamentais: o em si ôntico, o campo semântico e o monitor de deflexão.
Em si ôntico
É a energia anterior à existência do ser humano que dá forma e identidade única à matéria biológica. É uma alma, ou espírito, com consciência e vontade próprios. Para a ontopsicologia, as doenças têm origem quando a consciência, a personalidade e os desejos do ser humano estão em desacordo com a natureza de seu em si ôntico. A terapia ontopiscológica busca o alinhamento da personalidade do ser humano com a personalidade de sua alma. Segundo Meneghetti, ele descobriu a existência do em si ôntico através da análise de seus próprios sonhos e dos sonhos de seus pacientes.
Campo semântico
É uma forma de comunicação não física, não consciente e não conhecida. É uma espécie de telepatia que todo ser humano faz o tempo todo com todos os outros, sem ter consciência disso. Para a ontopsicologia, se você puder captar e entender a telepatia emanada de outro ser humano, poderá entender o que está desalinhado em sua alma e, assim, curá-lo de todas as doenças.
Monitor de deflexão
É um mecanismo residente dentro das células do cérebro que faz com que o cérebro compreenda os estímulos sensoriais de uma forma diferente do que eles realmente são, ou seja, são organismos, chamados por Meneghetti de programas, que a partir das células do cérebro altera os sinais físicos captados pelos sentidos humanos. A forma como vai alterar essa percepção depende de o que foi gravado nesses organismos/programas durante a infância.
Essa tríade é considerada no meio acadêmico como um misto de esoterismo e fenomenologia bem rasa, uma vez que não conta com o rigor conceitual da filosofia.

## Visão sobre a saúde humana
Os adeptos da ontopsicologia defendem que todas as doenças, exceto as causadas sobre choques e colisões e as causadas por carência de alimentos, água ou oxigênio são causadas pela mente, isto é, apresentam causalidade específica no inconsciente do paciente.
Para eles, todo homem é um projeto perfeito da natureza e a doença surge quando o homem, em função de seu livre-arbítrio toma uma decisão contrária à natureza de seu programa de existência, isto é, seu em si ôntico. A doença surge então como uma forma de defesa do inconsciente do paciente para impedir que o consciente persista em atitudes que o contrariem. Nestes termos, a ontopsicologia defende que "saúde e doença estão sob a responsabilidade do indivíduo" já que "sem a cumplicidade do sujeito, a doença não tem suporte para persistir". Os ontopsicólogos propõe, portanto, um tratamento baseado no realinhamento da personalidade do paciente com este programa natural de existência. A análise dos sonhos do paciente é a principal ferramenta usada na terapia ontopsicológica.
Mesmo doenças infectocontagiosas como a AIDS são vistas como psicossomáticas. Segundo Meneghetti, "para pegar a AIDS não é suficiente a ocasião do contágio, mas é preciso que o sujeito tenha uma estrutura psicológica predisponente e caracterial, que se forma na primeira infância."
As causas do câncer, afirma Meneghetti, estão completamente firmadas na psiquê inconsciente. Segundo ele, uma vez identificada esta causa primária, é possível fazer com que os sintomas do câncer desapareçam. Meneghetti declarara ter compreendido totalmente a figura clínica do câncer, afirmando ser "a coisa mais fácil de tratar" e que poderia curar um paciente em apenas três sessões, deixando claro que se refere a toda esfera patológica de doença, incluindo a AIDS, que ele considera uma forma de câncer.
A ontopsicologia considera de grande importância a educação sexual dos jovens, pois responsabiliza o sexo como a causa de 80% das doenças. Segundo Meneghetti "o sexo que hoje os jovens fazem faz mal porque diminui a inteligência, abaixa a vontade e reduz o instinto vital. A mediocridade, a forma de preguiça, de indiferença que se nota entre os jovens é resultado da perda de vitalidade natural e é devida a obsessão sexual, a excessiva masturbação ou a excessiva busca de amplexo". O surgimento de doenças como câncer e a AIDS estariam assim ligados a esta obsessão pelo sexo. Meneghetti explica que quando alguém não é capaz de recusar sexo por estar inconsciente de sua obsessão, a natureza reage dizendo "Se este é o seu sexo, eu não quero tomar parte nele" e esta é a raiz da doença. Um tumor poderia ser a última barreira que o organismo encontraria para se defender.

## História
O termo ontopsicologia foi usado pela primeira vez pelo psicólogo humanista estadunidense Anthony Sutich, fundador do Journal of Humanistic Psychology e co-fundador da Association for Humanistic Psychology. Seu objetivo era mostrar a influência do existencialismo de Jean Paul Sartre sobre a psicologia do seu tempo.
Anos depois, em 1972, Joseph P. Ghougassian, professor da Universidade da Califórnia em San Diego, publicou o livro "A Ontopsicologia da pessoa de Gordon W. Allport (Gordon W. Allport's Ontopsychology of the person)", onde analisa retrospectivamente as contribuições de Allport à psicologia da personalidade. O termo ontopsicologia foi por ele utilizado em referência à psicologia de um self, entendido como um "projeto aberto em contínua auto-construção (autóctise)".
Paralelamente, no início dos anos 70, Antonio Meneghetti propôs o que ele denomina como "formalização teórica da ontopsicologia", no texto "Ontopsicologia do homem" (original de 1971, editado posteriormente sob o título "O Em Si do Homem", em 1989).
Em março de 2004, foi criado o Departamento de Ontopsicologia na Faculdade de Psicologia da Universidade Estatal de São Petersburgo. Porém entre 2015 e 2016 especialistas da universidade realizaram uma análise científica aprofundada e concluíram que a ontopsicologia era "cientificamente insensata". A universidade então encerrou o departamento e qualquer parceria com associações de ontopsicologia.

## Difusão
Com o intuito de divulgar a ontopsicologia, Meneghetti escreveu mais de 50 livros,  e criou diversos centros de formação e associações.
Associações
Há três associações dedicadas à promoção da ontopsicologia no mundo:
- Associação Internacional de Ontopsicologia - AIO, criada em 1978,[32] em Roma - Itália
- Associação Brasileira de Ontopsicologia - ABO, criada em 1985,[10] com sede no distrito de Recanto Maestro, estado do Rio Grande do Sul, Brasil.
- Associação Eslava de Ontopsicologia - ASO, criada em 1996,[33] com sede em Moscou, Rússia.

Fundações de pesquisa
Há três fundações dedicadas à ontopsicologia no mundo:
- Na Europa, fundada em 2009, a Fundação de Pesquisa Científica e Humanística Antonio Meneghetti,[34] com sede em Lugano, Suíça, que concede desde  2011, o Prêmio Antonio Meneghetti para o avanço das pesquisa científica em Medicina, Física, Economia e Filosofia.[35]
- No Brasil, a Fundação Antonio Meneghetti Brasil,[36] com sede no Recanto Maestro, Rio Grande do Sul, iniciou suas atividades em 2010, promovendo em 2011 o Congresso Internacional Responsabilidade e Reciprocidade e, em 2014, o congresso Uma Nova Pedagogia para a Sociedade Futura.[37][38]
- Na Rússia, a Fundação Científica Antonio Meneghetti,[39] criada em 2007, instituiu em 2012 um concurso internacional para as melhores publicações de jovens estudantes baseadas em pesquisas interdisciplinares na área da ontopsicologia.[40]

## Pseudociência
A ontopsicologia se declara uma nova ciência, embora a própria Associação Brasileira de Ontopsicologia admita que seus pressupostos básicos, isto é, o "em si ôntico", o "campo semântico" e o "monitor de deflexão" não sejam aceitos pela ciência. Os adeptos da ontopsicologia a definem como um disciplina multidisciplinar com aplicações em todas as áreas do conhecimento, como a economia, a política, a pedagogia, a medicina, o direito, a filosofia, a arte, a administração e a física nuclear. A busca pela aceitação científica nestas áreas se faz pela publicação de trabalhos acadêmicos, como artigos e monografias. Os grupos ligados à ontopsicologia também mantêm revistas especializadas, como a Saber Humano, editada pela Antonio Meneghetti Faculdade, e a Nuova Ontopsicologia, editada semestralmente, desde 1983, pela Associação Internacional de Ontopsicologia, na Itália.
É classificada como uma pseudociência por não gerar hipóteses compatíveis com o conhecimento científico atual, não usar metodologia experimental reprodutível por pesquisadores independentes, pela falta de transparência da difusão de seus métodos e por estar fortemente impregnada de conteúdo religioso e ideológico, em especial da teologia católica.Já Paulo Almeida, um dos fundadores do Instituto Questão de Ciência, se declarou assustado com a ontopsicologia, observou que a tríade formada pelo si ôntico, pelo campo semântico e o monitor de deflexão nunca fora objeto de experimentos científicos e a classificou como "misto de esoterismo e fenomenologia bem rasa" por não contar com o rigor conceitual da filosofia. Almeida aproxima a ontopsicologia de um culto religioso dado que "existiriam as condições para o estabelecimento de um texto sagrado, de um culto e de um líder espiritual – figura única considerada referência absoluta, máxima e inquestionável."Almeida também vê na sugestão de Menegetti, de se distanciar da família, como sectarismo, uma forma de afastar o adepto das pessoas que poderiam criticar as preceitos do grupo.
Paralelamente, a ontopsicologia encontrou aceitação no Programa de Pós-Graduação em Engenharia e Gestão do Conhecimento da UFSC. Este curso publicou uma tese doutorado e uma dissertação de mestrado cujos referenciais teóricos baseavam-se na ontopsicologia e trataram-na como ciência.
Na Rússia, em 1998, a Universidade Estatal de São Petersburgo passou a cooperar com cursos de formação especializada em ontopsicologia, junto à Faculdade de Psicologia, sem no entanto oferecer cursos em suas dependências. Tal cooperação foi suspensa em 2016 por a instituição concluir, depois de uma análise aprofundada, que a ontopsicologia era cientificamente insensata ter cortado todos contatos com a ontopsicologia.
| “ | Atualmente não existe um departamento de ontopsicologia na Universidade de São Petersburgo. Algum tempo atrás, um grupo de brasileiros estudou em nossa universidade. Sua formação foi limitada a disciplinas gerais de psicologia, a currículos relevantes e a programas educacionais. A formação especializada em ontopsicologia foi realizada não dentro da universidade, mas através das associações com as quais a universidade cooperou na época. Em 2015-2016, especialistas da universidade realizaram uma análise científica aprofundada das atividades da ontopsicologia. A continuidade da cooperação com as associações de ontopsicologia e o apoio às atividades nessa área foram consideradas cientificamente insensatas e pouco promissoras. Desde 2016, o departamento de ontopsicologia da universidade não existe mais. Atualmente, não há na Universidade de São Petersburgo contatos e projetos em andamento com as associações de ontopsicologia. | ” |
| — Polina Vyacheslavovna Ogorodnikova, chefe do serviço de imprensa do Universidade de São Petersburgo de em nota do jornal Zero Hora. | |   |

No Brasil, o MEC autorizou, mas não reconheceu, em 2014 o bacharelado em ontopsicologia, sendo a primeira graduação nesta área no mundo. Em 2019, houve o reconhecimento do curso. Em resposta ao jornal gaúcho Zero Hora, o MEC explicou "a avaliação dos cursos de graduação tem por objetivo identificar as condições de ensino oferecidas aos estudantes, em especial as relativas ao perfil do corpo docente, às instalações físicas e à organização didático-pedagógica". O MEC ressalta que não lhe compete tratar do exercício profissional de quem se formar no curso."
A psicóloga britânica Susan Blackmore, que foi convidada a participar como palestrante na conferência "Ontopsicologia e Memética" organizada pela Associação Internacional de Ontopsicologia sediada em Milão em maio de 2002, afirmou que tal conferência foi totalmente diferente de qualquer outra da qual ela participara anteriormente. Segunda ela, Meneghetti era reverenciado por todos e tratado como um espécie de guru. Blackmor afirma que os trabalhos apresentados na conferência eram um misto de psicologia pop com conceitos de memética distorcidos e que os apresentadores não tinham a menor compreensão sobre que seria um meme e nem mesmo de metodologia científica.
A ontopsicologia não é reconhecida pelo Conselho Federal de Psicologia do Brasil, que proíbe seu uso por psicólogos no país considerando-a uma pseudociência e colocando sua prática no mesmo nível de aceitação do tarô e da astrologia. A presidente do Conselho Regional de Psicologia, Ana Bock, declarou acerca da ontopsicologia: "Ser atendido por um psicólogo que trabalha com ontopsicologia - isso não pode acontecer. Então, tudo que aparece dizendo 'você vai se tornar criativo, vai resolver seu problema', deve ser visto com desconfiança. Porque ciência não produz conhecimentos mágicos."O Conselho Regional de Psicologia do Rio Grande do Sul, estado onde a Associação Brasileira de Ontopsicologia oferece cursos, emitiu nota de esclarecimento em 14 de dezembro de 2016 explicando que a "ontopsicologia não faz parte da psicologia enquanto ciência e profissão, não se constitui em uma teoria ou técnica a ser utilizada em processos psicológicos ou mesmo psicoterápicos pelo psicólogo. Dessa forma, seu uso por parte de psicólogos infringe a ética profissional, podendo ser responsabilizado formalmente perante o órgão de classe."
A Ordem Nacional dos Psicólogos na Itália igualmente emitiu parecer negativo ao reconhecimento da ontopsicologia, deliberando por unanimidade proibir seu uso por profissionais naquele pais já que "a literatura teórico-prática produzida pelo movimento ontopsicológico não pode ser considerada de modo algum a expressão do pensamento psicológico e psicoterapêutico, ao menos no sentido que correntemente se entende por tal denominação em nossa comunidade profissional". A ordem entendeu também que a Associação Italiana de Ontopsicologia não estaria habilitada à prática da psicoterapia por estar em dissonância com as teorias e práticas da psicologia nacional e internacional.
Em reportagem para o jornal Zero Hora, o Conselho Regional de Medicina do Rio Grande do Sul repudiou o curso de ontopsicologia, justificando que "como a ontopsicologia não tem base em evidências, o conselho é contrário à sua prática, pois não se tem segurança no seu uso" e explicou que "pacientes devem ser tratados por profissionais habilitados, com os rigores da ciência e do conhecimento atual."
De acordo com o jornalista italiano Gianni del Vecchio, a ontopsicologia é uma seita perigosa, assemelhada da cientologia e da Damanhur, que operam de forma sigilosa acumulando dinheiro e arruinando vidas. Em 1998, o Ministério Público Italiano listou a ontopsicologia entre as novas seitas e movimentos mágicos no país.
O Centro de Estudos de Novas Religiões classifica a ontopsicologia na categoria religiões e movimentos do potencial humano.